# Шинстон (Западна Вирџинија)
Шинстон (енгл. Shinnston) град је у америчкој савезној држави Западна Вирџинија.

## Демографија
По попису из 2010. године број становника је 2.201, што је 94 (-4,1%) становника мање него 2000. године.
| Група             | 2000.         | 2010.         |
| Белци             | 2.233 (97,3%) | 2.130 (96,8%) |
| Афроамериканци    | 6 (0,3%)      | 6 (0,3%)      |
| Азијати           | 3 (0,1%)      | 5 (0,2%)      |
| Хиспаноамериканци | 28 (1,2%)     | 25 (1,1%)     |
| Укупно            | 2.295         | 2.201         |